# Egyéni vállalkozó
Az egyéni vállalkozó fogalma országonként eltérhet. Ez a szócikk a Magyarországon elfogadott gyakorlatot tükrözi. A magánszemélyek a saját nevük alatt négyféle formában végezhetnek gazdasági tevékenységet: 
- adószám nélküli magánszemélyként (pl. gyerekfelügyelő, takarítónő stb.);
- adószámos magánszemélyként (munkaviszonyon kívüli önálló tevékenység);
- szellemi szabadfoglalkozásúként;[1]
- egyéni vállalkozóként.

Az egyéni vállalkozó fogalmát 2013. június 30-ig az „1995. évi CXVII. törvény a személyi jövedelemadóról” határozza meg. Eszerint: „Egyéni vállalkozó: a) az egyéni vállalkozóról és az egyéni cégről szóló törvény szerinti egyéni vállalkozói nyilvántartásban szereplő magánszemély, az említett nyilvántartásban rögzített tevékenysége(i) tekintetében”. A törvény egyben meghatározza azokat a magánszemélyeket, akiket kizár az egyéni vállalkozók köréből. Tehát, egyéni vállalkozó lehet a magánszemély, aki belföldön üzletszerű gazdasági tevékenységet folytat. A „2009. évi CXV. törvény az egyéni vállalkozóról és az egyéni cégről” tovább pontosít: egyéni vállalkozó az a devizajogszabályok szerint belföldinek minősülő természetes személy vagy külföldinek minősülő külföldi állampolgár, aki gazdasági tevékenységet folytat. Nem vállalkozhat olyan személy, akire vonatkoznak a tételesen felsorolt kizáró okok.
2012 végén Magyarországon kb. 368 490 nyilvántartott egyéni vállalkozó volt. Számuk a 2010-es évek elejéig 3-4%-kal folyamatosan csökkent, majd 2013-tól folyamatos növekedésnek indult.

## Alapítás
Egyéni vállalkozás Magyarországon 2013-tól díjmentesen indítható, akár az Ügyfélkapun keresztül otthonról is. A vállalkozói igazolvány 10 000 forintba kerül, de 2010. január 2. óta nem kötelező kiváltani.
Az alapításához a magánszemélynek három feltételnek kell megfelelnie:
- cselekvőképesség,
- állandó lakóhely, illetve külföldiek esetén tartózkodási engedély
- ne legyen kizárva az egyéni vállalkozás gyakorlásából

Az egyéni vállalkozás indítása történhet személyesen vagy elektronikus úton. Az utóbbihoz ún. ügyfélkapus regisztráció szükséges (ezt bármely okmányirodában elintézhetjük). A „2003. évi XCII. törvény az adózás rendjéről” 16. § (3) bek. d) pontja szerint a vállalkozás indításakor be kell jelenteni a fő- és egyéb tevékenységi köröket a mindenkor hatályos „Önálló vállalkozások tevékenységi jegyzéke” (ÖVTJ) kódok szerint. Több tevékenységi kör szakképzettséghez, illetve engedélyhez kötött. Ha nem rendelkezünk valamilyen szakképzettséggel vagy engedéllyel, az adott tevékenységet csak alkalmazott vagy alvállalkozó útján végezhetjük. A vállalkozás indítása után minden adatszolgáltatást és bevallást (kivéve az iparűzési adóbevallást) elektronikusan kell teljesíteni.
Kötelezően be kell jelentkezni az évente a helyi önkormányzatnak fizetendő helyi iparűzési adó hatálya alá, és már nem kötelezően regisztrálni kell a Kereskedelmi és Iparkamaránál is (ennek éves díja 2019-ben 5000 forint).
Az egyéni vállalkozók nyilvántartását 2016 végéig a Közigazgatási és Elektronikus Közszolgáltatások Központi Hivatala, 2017. január 1-jétől a Belügyminisztérium vezeti, 2020. július 1-től pedig a NAV.
Az alapítás után az egyéni vállalkozó adószámot, statisztikai számjelet, nyilvántartási számot, kamarai nyilvántartási számot, és ha kért, vállalkozóiigazolvány-számot kap. (A bevallásokhoz szükséges TAJ-számmal és adóazonosító számmal már valószínűleg rendelkezett.)
A tevékenység megkezdésének bejelentése, a változás-bejelentés, a tevékenység szüneteltetésének és megszüntetésének bejelentése díj- és illetékmentes.
A tevékenységet legalább 1 hónapra és legfeljebb 5 évig lehet szüneteltetni, az erről szóló bejelentést csak elektronikus úton lehet megtenni az Ügyfélkapun keresztül. A szüneteltetés idejére – ha van – az egyéni vállalkozói igazolványt le kell adni.
| Év   | Egyéni vállalkozások száma |
| ---- | -------------------------- |
| 1990 | 393 450                    |
| 1991 | 510 459                    |
| 1992 | 606 207                    |
| 1993 | 688 843                    |
| 1994 | 778 036                    |
| 1995 | 791 496                    |
| 1996 | 745 247                    |
| 1997 | 659 690                    |
| 1998 | 648 701                    |
| 1999 | 660 139                    |
| 2000 | 682 925                    |
| 2001 | 698 001                    |
| 2002 | 708 513                    |
| 2003 | 716 729                    |
| 2004 | 717 323                    |
| 2005 | 710 838                    |
| 2006 | 670 203                    |
| 2007 | 702 595                    |
| 2008 | 1 000 022                  |
| 2009 | 1 012 770                  |
| 2010 | 1 043 758                  |
| 2011 | 385 569                    |
| 2012 | 368 852                    |
| 2013 | 376 285                    |
| 2014 | 393 525                    |
| 2015 | 400 493                    |
| 2016 | 420 671                    |
| 2017 | 450 901                    |
| 2018 | 493 958                    |
| 2019 | 531 617                    |
| 2020 | 556 191                    |
| 2021 | 586 368                    |

## Egyéni vállalkozási formák
Az alapításkor el kell dönteni, hogy az egyéni vállalkozás áfa-körben fog-e tevékenykedni vagy sem. 2019-ben az alanyi jogon járó áfa-mentesség évi 12 millió forint árbevételig választható.
Az egyéni vállalkozó egyéni vállalkozói tevékenységéből eredő kötelezettségeiért teljes vagyonával felel.

## Nyilvántartások
Az egyéni vállalkozó köteles az adóköteles jövedelem megállapításához szükséges egyszeres könyvviteli nyilvántartásokat vezetni. A nyilvántartásoknak két fajtája van: alap- és részletező nyilvántartások.
A vállalkozás működésétől függően mások a vezetendő nyilvántartások. Az alábbiakban a 2013. június 10-én érvényes állapot található:
- a személyi jövedelemadó hatálya alá tartozó egyéni vállalkozók nyilvántartási kötelezettségét a személyi jövedelemadóról szóló 1995. évi CXVII. törvény (Szja tv.) 5. számú melléklete írja elő;
- átalányadózó egyéni vállalkozók esetében az Szja tv. 5. számú mellékletében foglaltakat az Szja tv. 51. § (3) bekezdésében előírtakra figyelemmel kell alkalmazni;
- az egyszerűsített vállalkozói adóról (EVA) szóló 2002. évi XLIII. törvény hatálya alá tartozó egyéni vállalkozók nyilvántartási kötelezettségét a hivatkozott törvény 4. § (1) bekezdése határozza meg, és e nyilvántartási kötelezettség teljesítése során az egyéni vállalkozók kötelesek a törvény mellékletében leírtak alapján eljárni;
- a kisadózó vállalkozások tételes adójáról (KATA) és a kisvállalati adóról (KIVA) szóló 2012. évi CXLVII. törvény hatálya alá tartozó egyéni vállalkozók nyilvántartási kötelezettségét a hivatkozott törvény 12. §-a határozza meg.

Alapnyilvántartások
- tételes költségelszámolás esetén: pénztárkönyv[14] vagy naplófőkönyv;[15]
- átalányadózó esetében: elég a bevételi nyilvántartás.

Részletező nyilvántartások
- vevőkkel (megrendelőkkel) szembeni követelések nyilvántartása;
- szállítókkal szembeni tartozások nyilvántartása;
- tárgyi eszközök, nem anyagi javak nyilvántartása;
- beruházási és felújítási költség-nyilvántartás;
- tőkejövedelmek nyilvántartása;
- munkabérek, más személyi jellegű kifizetések és a vállalkozói kivét nyilvántartása;
- gépjármű-használati nyilvántartás (útnyilvántartás: a megtett üzleti utak részletes nyilvántartása, vagy az 500 km-es átalány választása esetén egyszerű kimutatás);[16]
- hitelbe vagy bizományba történő értékesítésre átadott, átvett áruk nyilvántartása;
- egyéb követelések, kötelezettségek nyilvántartása;
- leltár;
- alvállalkozói nyilvántartás;
- szigorú számadású bizonylatok nyilvántartása;
- selejtezési jegyzőkönyv.

Az önálló tevékenységet végző magánszemély kérelmére az adóhatóság az előírt nyilvántartások vezetése alól indokolt esetben felmentést adhat.

## Bevallási kötelezettségek
Az adózókat eljárási értelemben terhelő adókötelezettségeket az adózás rendjéről szóló 2003. évi XCII. törvény (Art.) 14. § (1) bekezdés c) pontja sorolja fel. 2017.évi CL trv.-el hatályon kívül helyezve
Az adóbevallásról az Art. 31. §-a, valamint az adott anyagi jogszabályok (teljesség igénye nélkül: rehabilitációs hozzájárulás, játékadó, cégautóadó, szakképzési hozzájárulás) rendelkeznek. Az anyagi jogszabályok ismeretében dönthető el az adóalanyiság, illetve az adóbevallási kötelezettség kérdése. Az állami adóhatósághoz benyújtandó adóbevallás időpontjáról a fent említett Art. 1. számú melléklete rendelkezik.

## Járulékok és adók
Az egyéni vállalkozó az „1995. évi CXVII. törvény a személyi jövedelemadóról” rendelkezései szerint a jövedelmét – a törvényben is megjelölt feltételek figyelembevételével – kétféle módszer szerint állapíthatja meg:
- a költségek tételes elszámolása alapján a vállalkozói jövedelem szerinti adózás (lásd: Szja-törvény 49/A. §, 49/B. §, 49/C. §);
- átalányadózás (lásd: Szja-törvény 50. §) (eva);
- 2013. január 1-től lehetséges még a „A kisadózó vállalkozások tételes adójáról és a kisvállalati adóról szóló 2012. évi CXLVII. törvény” (Katv.) szerinti adózás (kata és kiva).

### A vállalkozói jövedelem szerinti adózás
Az szja-törvény alapján fizetendő személyi jövedelemadó:
- a vállalkozói kivét után: vállalkozói személyi jövedelemadó (9%),
- a vállalkozói osztalékalap után: személyi jövedelemadó (15%), 13% szocho a max határig,

A fizetendő társadalombiztosítási járulékokat az „1997. évi LXXX. törvény a társadalombiztosítás ellátásaira és a magánnyugdíjra jogosultakról, valamint e szolgáltatások fedezetéről” határozza meg.
Eszerint az egyéni vállalkozó által fizetendő járulékok a következők:
- társadalombiztosítási járulék (18,5%)
- szociális hozzájárulási adó (13%)

A kiegészítő tevékenységet folytató egyéni vállalkozó esetében havonta egészségügyi szolgáltatási járulékot is kellett fizetni, aminek havi összege 2020-ben 6660 Ft volt, ez a kötelezettség 2020. június 30-án megszűnt.
Költségként csak a szociális hozzájárulási adó és az iparűzési adó (lásd lejjebb) számolható el, a járulékok nem.

### Átalányadózás
Az átalányadózást (eva) választó egyéni vállalkozóra az „1995. évi CXVII. törvény a személyi jövedelemadóról” 50–55. §-ok és a „2003. évi XCII. törvény az adózás rendjéről” (különösen az 5. melléklet) rendelkezései az irányadók. Ilyen adózási formát évi legfeljebb 15 millió ft bevételig lehet választani.
A főállású kisadózó, amennyiben kizárólag magánszemélyeknek állít ki számlákat választhatja a kisadózó vállalkozások tételes adóját (kata), amelynek összege 2022. szeptembertől 50 000 Ft/hó. Ez kiváltja a személyi jövedelemadót, a járulékokat (ideértve a 14%-os egészségügyi szolgáltatási járulékot is), az egészségügyi hozzájárulásokat (ezeket nem is kell bevallani), a szociális hozzájárulási adót és az egészségügyi hozzájárulást, valamint a szakképzési hozzájárulást. Ha az egyéni vállalkozó jövedelme az év adott napján eléri a 12 millió forintot, a 12 millió forintot meghaladó rész után 40 százalék adót kell fizetni.
(Nem tartozik e szócikk tárgyához a fizetővendég-szolgáltatást nyújtó magánszemélyek tételes átalányadója. Ezzel kapcsolatban elsősorban az Szja-törvény 57/A. §-a tartalmaz rendelkezéseket.)

### Iparűzési adó
Az iparűzési adót az önkormányzatok szabják ki az „1990. évi C. törvény a helyi adókról” előírásainak megfelelően két egyenlő részletben kell befizetni:az első részletet március 15-ig, a második részletet szeptember  15-ig.
,